# 박성범 (야구 선수)
박성범(1992년 5월 19일 ~ )는 전 고양 원더스 투수이다.

## 출신학교
- 제물포고등학교